# Allports skala
Allports skala används för att mäta fördomsfullheten, främst rasism, i ett samhälle. Den togs fram av den amerikanska psykologen Gordon Allport 1954
Allports skala:
1. Antilokution (antilocution) – en ingrupp påstår öppet att de har negativa uppfattningar om en utgrupp, vilket allmänt ses som ofarligt av majoriteten.[2] Detta kan ta sig uttryck i rasistiska skämt men där hatpropaganda är den extrema formen av detta stadium.[3] Antilokution banar väg för allvarligare konsekvenser av fördomar.
2. Undvikande – medlemmar i ingruppen undviker aktivt personer i utgruppen.[2] Ingen direkt skada kan vara avsedd, men psykisk skada uppstår ofta genom isolering, och ekonomisk och fysisk skada kan uppstå utifrån social utestängning och uteslutning.
3. Diskriminering – utgruppen nekas möjligheter och tjänster, och fördomar omsätts i handling.[2] Beteenden har avsikt att missgynna utgruppen genom att hindra dem att uppnå sina mål, få utbildning eller jobb, etc. Exempel inkluderar Jim Crow-lagarna i USA, Apartheid i Sydafrika och Nürnberglagarna i 1930-talets Tyskland.
4. Fysiska angrepp – ingruppen vandaliserar, bränner eller förstör på annat sätt utgruppens egendom och utför våldsamma attacker mot individer eller grupper.[2] Fysisk skada utövas på medlemmar av utgruppen. Exempel inkluderar pogromer mot judar i Europa, lynchningar av svarta människor i USA, pågående våld mot Hinduer i Pakistan och Muslimer i Indien.
5. Utrotning – ingruppen strävar efter utrotning eller avlägsnande av utgruppen.[2] De försöker eliminera antingen hela eller en stor del av den oönskade gruppen människor. Exempel omfattar folkmordet i Kambodja, den slutgiltiga lösningen i Nazityskland, folkmordet i Rwanda, det armeniska folkmordet och det grekiska folkmordet.

Denna skala bör inte förväxlas med Gordon Allports religionspsykologiska skala, som är ett mått på mognaden i en individs religiösa övertygelse. 